# Mieczysław Mniszek
Mieczysław Piotr Mniszek (Mniszek-Bużenin) herbu Poraj (ur. 16 maja 1844 w Przemyślu, zm. 29 kwietnia 1923 w Krakowie) – oficer, ziemianin, polityk demokratyczny i poseł do austriackiej Rady Państwa
W 1864 ukończył c. i k. Techniczną Akademię Wojskową (K.u.k. Technische Militärakademie) w Klosterbrucku (obecnie Loucký klášter) koło Znojma na Morawach. Następnie służył w armii austro-węgierskiej jako podporucznik (1864-1865) o porucznik (1866-1872). W l. 1872-1876 pozostawał w rezerwie. W 1876 mianowany kapitanem i przywrócony do służby (1877-1879), Od 1879 ponownie pozostawał w rezerwie, w 1891 mianowany majorem. Podczas I wojny światowej mianowany podpułkownikiem ponownie służył w armii w latach 1915-1917.
Ziemianin, właściciel dóbr Skwarzawa Nowa i Lipniki, w powiecie żółkiewskim. Członek powiatowej komisji szacunkowej podatku gruntowego w Żółkwi. Rzeczoznawca ds. dóbr tabularnych Sądu Krajowego we Lwowie (1890-1903). Członek Wydziału Okręgowego w Żółkwi Galicyjskiego Towarzystwa Kredytowego Ziemskiego (1886-1906). Członek oddziału żółkiewskiego Galicyjskiego Towarzystwa Gospodarczego we Lwowie (1884-1903).
Członek Rady Powiatowej w Żółkwi (1882-1899) z grupy większych posiadłości ziemskich, w latach 1887-1889 prezes Wydziału Powiatowego w Żółkwi.
Politycznie związany z Polskim Stronnictwem Demokratycznym, Poseł do austriackiej Rady Państwa VII kadencji (18 października 1887 – 20 grudnia 1888) wybrany w kurii I – większej własności ziemskiej, w okręgu wyborczym nr 11 (Żółkiew-Rawa-Sokal). Mandat objął po rezygnacji Romana Szymanowskiego, zrezygnował ze względów zdrowotnych w 1888 na rzecz Tomisława Rozwadowskiego. W parlamencie należał do grupy posłów demokratycznych Koła Polskiego w Wiedniu.

## Rodzina i życie prywatne
Syn ziemianina Antoniego Józefa (1804-1875) i Eligii z Błażowskich. Dwukrotnie żonaty: 1) w 1871 z Zofią Emmą v. Fölkersam (1847-1876) – z którą miał syna Zygmunta Artura (ur. 1874); 2) w 1878 z Marią z Antoniewiczów-Bołoz – z którą miał syna Adama (1889-1957) i córkę.